# Maysaloun Hamoud
Maysaloun Hamoud (Budapest, 1982) es una directora de cine palestino-israelí nacida en Hungría y criada en Israel, especialmente conocida por su ópera prima, la película Bar Bahar, en la que plantea temas tabúes como drogas, alcohol, lesbianismo, el sistema patriarcal y los derechos de la mujer.

## Biografía
Nació en Budapest, donde su padre estudiaba medicina, y creció en Dier Hanna, un pueblo al norte de Israel. Se licenció en Historia de Oriente Próximo en la Universidad Hebrea y fue profesora antes de dedicarse al cine. Tras un grave problema de salud decidió replantearse su vida e ingresó en la Escuela de Cine Minshar de Tel Aviv. Desde 2008 reside en Jaffa.

## Trayectoria
En 2009 realizó su primer cortometraje: Shades of Light. Le siguieron otros dos cortos: Sense of Morning (2010) y Salma (2012), hasta rodar su primer largometraje estrenado en 2016: Bar Bahar. Entre dos mundos.
En noviembre de 2016, Bar Bahar se convirtió en la película más premiada del Festival de San Sebastián: con el Premio de la Juventud, el Premio TVE Otra mirada y el Premio Sebastiane. España fue el primer país en el que se estrenó comercialmente la película. También fue premiada en el Festival de Toronto.
Bar Bahar narra la historia de Salma (Sana Jammalieh), Laila (Mouna Hawa) y Nur (Shaden Kanboura), tres mujeres palestino-israelíes compartiendo un apartamento en Tel Aviv y asumiendo las contradicciones entre la tradición y la modernidad. La película plantea varios temas tabúes como drogas, alcohol, lesbianismo, el sistema patriarcal y los derechos de la mujer, y gira en torno a la solidaridad entre mujeres, "la industria cinematográfica está dominada por hombres, y en la mayoría de películas las mujeres son tratadas desde un punto de vista masculino. Creo que ha llegado la hora de que se nos muestre tal como somos" ha explicado sobre el proyecto. Las mujeres palestino-israelíes están discriminadas por el gobierno israelí además de oprimidas por una sociedad machista, denuncia Hamoud.
"Mis tres chicas, en su variedad, son distintas representaciones de la sociedad: conservadoras, cristianas, liberales o seculares. Creo que toda mujer, a su manera y con sus creencias, puede construir su propia libertad, no tienes porqué ser secular o liberal para ser feminista", señala sobre las protagonistas.
"El relato de la nueva generación de mujeres árabes que luchan por saberse iguales, no sólo a los hombres sino también a los israelíes que las juzgan con mirada acusatoria y a la sociedad occidental" señala la crítica. Empezó a escribir la historia -ha explicado- "con la energía de la Primavera Árabe".
La historia se inscribe en el marco del "nuevo cine palestino" que se centra más en la vida cotidiana que en el conflicto político.
En 2017 Hamoud fue objeto de una fetua por la película.
Bar Bahar forma parte de lo que será, según la cineasta, una trilogía: la siguiente se llamará Bar (Tierra) y la tercera, Bahar (Mar).

## Palestinama
Hamoud es fundadora del colectivo Palestinama que agrupa a diversos artistas, entre ellos músicos y cineastas. Se adscribe a sí misma al movimiento "underground" palestino, un colectivo artístico marcado por el comienzo de la Segunda Intifada en el año 2000. Se inició en Jaffa a mediados del 2000 y musicalmente -considera la cineasta- influyó al "underground" judío de Tel Aviv.

## Premios y distinciones
Festival Internacional de Cine de San Sebastián
| Año  | Categoría                    | Película                    | Resultado |
| ---- | ---------------------------- | --------------------------- | --------- |
| 2016 | Premio Eroski de la juventud | Bar Bahar. Entre dos mundos | Ganadora  |
| 2016 | Premio RTVE - Otra Mirada    | Bar Bahar. Entre dos mundos | Ganadora  |
| 2016 | Premio Sebastiane            | Bar Bahar. Entre dos mundos | Ganadora  |
| 2016 | Premio CICAE                 | Bar Bahar. Entre dos mundos | Ganadora  |